# Đại học Oslo
Trường Đại học Oslo (tiếng Na Uy: Universitetet i Oslo, tiếng Latinh: Universitas Osloensis) là trường đại học lâu đời nhất, lớn nhất và uy tín nhất ở Na Uy, nằm ở thủ đô Oslo của Na Uy.
Trường được thành lập năm 1811 với tên Đại học Hoàng gia Frederick (tiếng Na Uy Det Kongelige Frederiks Universitet và trong tiếng Latin Universitas Regia Fredericiana). Trường được lập mô hình theo khi trường được lập gần đây là Trường Đại học của Berlin, và ban đầu được đặt tên theo vua Frederick của Đan Mạch và Na Uy. Nó nhận tên hiện nay vào năm 1939.
Trường có các khoa của (Lutheran) Thần học, Luật, Y khoa, Nhân văn, Toán và Khoa học tự nhiên, Nha khoa, Khoa học xã hội, và Giáo dục. Khoa Luật vẫn còn nằm tại cơ sở cũ trên cửa Karl Johans, gần Nhà hát Quốc gia, Cung điện Hoàng gia, và Nghị viện, trong khi hầu hết các khoa khác được đặt tại một khu vực khuôn viên trường hiện đại gọi là Blindern, dựng lên từ những năm 1930. Khoa Y được phân chia giữa một số bệnh viện trường đại học trong khu vực Oslo.
Hiện nay trường có khoảng 27.000 sinh viên theo học và có khoảng 4.600 cán bộ công tác tại trường này. Nó được xem là một trong những trường đại học hàng đầu của Scandinavia, và đã liên tục được xếp hạng trong số 100 trường đại học hàng đầu thế giới 100 theo xếp hạng của Academic Ranking of World Universities, trong năm 2009 nó đã được xếp hạng là tốt nhất ở Na Uy, tốt nhất 3 ở các nước Bắc Âu, tốt thứ 18 ở châu Âu và thứ 65 trên thế giới.